# Георгий Данелия
Георгий Николаевич Данелия (на руски: Георгий Николаевич Данелия; на грузински: გიორგი დანელია) е грузинско-руски режисьор, актьор и сценарист.

## Биография
Георгий Данелия е роден на 25 август 1930 г. в Тифлис, но семейството му скоро се установява в Москва. През 1955 г. завършва Московския архитектурен институт, а през 1959 г. – новосъздадените Висши режисьорски курсове, след което започва работа като режисьор в Мосфилм.
Широка известност придобива със станалия популярен филм „Аз крача из Москва“ („Я шагаю по Москве“, 1964), а през следващите години режисира успешни сатирични филми, като „Тридесет и три“ („Тридцать три“, 1965), „Не тъгувай!“ („Не горюй!“, 1969), „Мимино“ („Мимино“, 1977), „Есенен маратон“ („Осенний марафон“, 1979), „Кин-дза-дза!“ („Кин-дза-дза!“, 1986).